# ハスノハギリ
ハスノハギリ（蓮葉桐、学名: Hernandia nymphaeifolia）は、ハスノハギリ科ハスノハギリ属に分類される常緑高木の1種である（図1）。葉は互生し、葉身はやや革質で広卵形、葉柄は葉身の裏側につく。この葉の形と柄のつき方から、「蓮の葉桐（ハスノハギリ）」の名がついた。花は白色で小さく、散房花序につく。果実は、多肉質に発達した苞に包まれる（図1）。マダガスカルからセイロン島、東南アジア、オーストラリア北部、太平洋諸島に広く分布しており、日本では南西諸島と小笠原諸島に自生している。海岸近くに生育し、果実は海に浮かんで海流散布される。

## 特徴
常緑高木であり、高さ2–20メートル (m)、樹冠は広がる（図2a）。若枝は緑色。芽は亜球形から楕円形、長さ3–5ミリメートル (mm)、当初は短毛が密生するが、やがて無毛になる。葉は互生し、葉柄は長さ5–15センチメートル (cm)、葉身の基部裏面（背軸面）につき（盾状）、葉身は革質で表面（向軸面）には光沢があり、両面とも無毛、卵円形、7–40 × 6–30 cm、葉脈は掌状で3–9本、全縁、基部は浅心形、先端は尖る（図2b, 3）。
花期は周年（日本では5–8月）、雌雄異花で雌雄同株。白からクリーム色、直径 3–5 mmで強い匂いをもつ花からなる散房花序が枝先または葉腋につく（図3）。ふつう3個の花からなるセットの基部には4枚の総苞片があり、各総苞片は楕円形から倒卵形、長さ 2–6 × 1–3.5 mm。3個の花のうち、中央の1個は雌花、両側の2個は雄花である。雄花は長さ約 3 mm、花被片は3枚ずつ2輪、雄しべは3個、花糸には微軟毛があり、各花糸の基部には2個ずつ仮雄しべがある。雌花の基部には長さ 1 mm ほどの杯状の苞があり、花被片は4枚ずつ2輪、雌しべは1個、花柱は長さ約 3 mm、柱頭は盤状、子房下位、赤橙色の4個の腺体（約 1 mm）で囲まれる。果期は周年（日本では10–11月）。果実は楕円状球形、核果状で黒色、長さ約 2 cm、苞が多肉質に発達して果実を包み（頂端が開口している）、直径約 3 cm、黄色から赤色になる（図3）。種子は1個、種皮は厚く、無胚乳種子。染色体数は 2n = 40。

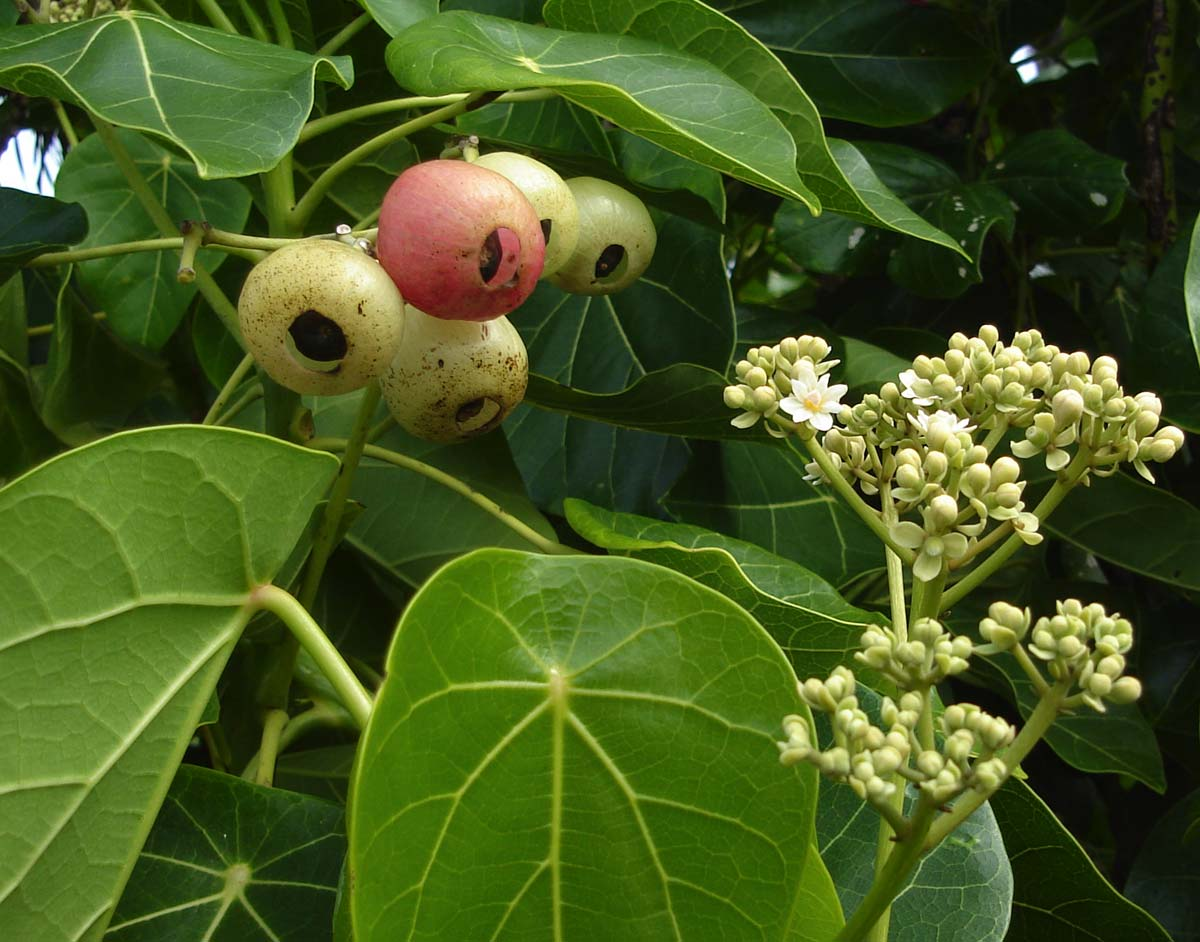
3. 花と果実: 白から赤色の部分は発達した苞であり、その頂端の穴から見える黒い部分が果実。

## 分布と生態
マダガスカル島、セーシェル、セイロン島、南西諸島（沖永良部島以南）から台湾、海南島、東南アジア（インドシナ半島、フィリピン、マレーシア、インドネシア）、メラネシア（ニューギニア島、フィジー、ニューカレドニアなど）、オーストラリア北部、小笠原諸島、ミクロネシア（マリアナ諸島、カロリン諸島、マーシャル諸島）、ポリネシア（ツバル、サモア、クック諸島、ソシエテ諸島、トンガ、トゥアモトゥ諸島など）に分布する。
海岸林の内陸側に生え、しばしば群落を作る。
集団内において、午前中に開花する雌花と午後に開花する雄花をもつ個体と、逆に午前中に開花する雄花と午後に開花する雌花をもつ個体がいることが報告されている。これによって他家受粉が行われるが、同一個体内でも雌花・雄花の開花は昼ごろに重なるため、同家受粉も起こりうる。ハエ目やハチ目の昆虫によって花粉媒介されると考えられている。
総苞に包まれた果実は海面を漂流して海流散布され、3ヶ月以上浮き続けることができる。一方で、マリアナ諸島において果実がオオコウモリによって被食されて散布されることが報告されている

## 保全状況評価
ハスノハギリは、IUCNレッドリストカテゴリーでは低危険種 (LC) に指定されている。鹿児島県のレッドデータブックでは、準絶滅危惧種とされている。

## 人間との関わり
公園樹、観葉植物とされ、また防風林、防潮用に植栽されることもある。材は腐食しやすいが軽軟であり、家具や箸、釣竿、浮き、サンダルなどに利用され、キリの代用とされることがある。ただし材に有毒な精油を含むため、製材時に皮膚炎を起こすことがある。葉などは、薬用に用いられることもある。果実頂端の穴を吹くと音がするため子供のおもちゃとなるが、有毒であり食べられない。また、種子は厚い種皮をもち、これを磨いて装飾品にすることがある。種子から得られる油は有毒だが、薬用・工芸用に用いられることがある。